# 埃爾西奧·阿爾瓦雷斯

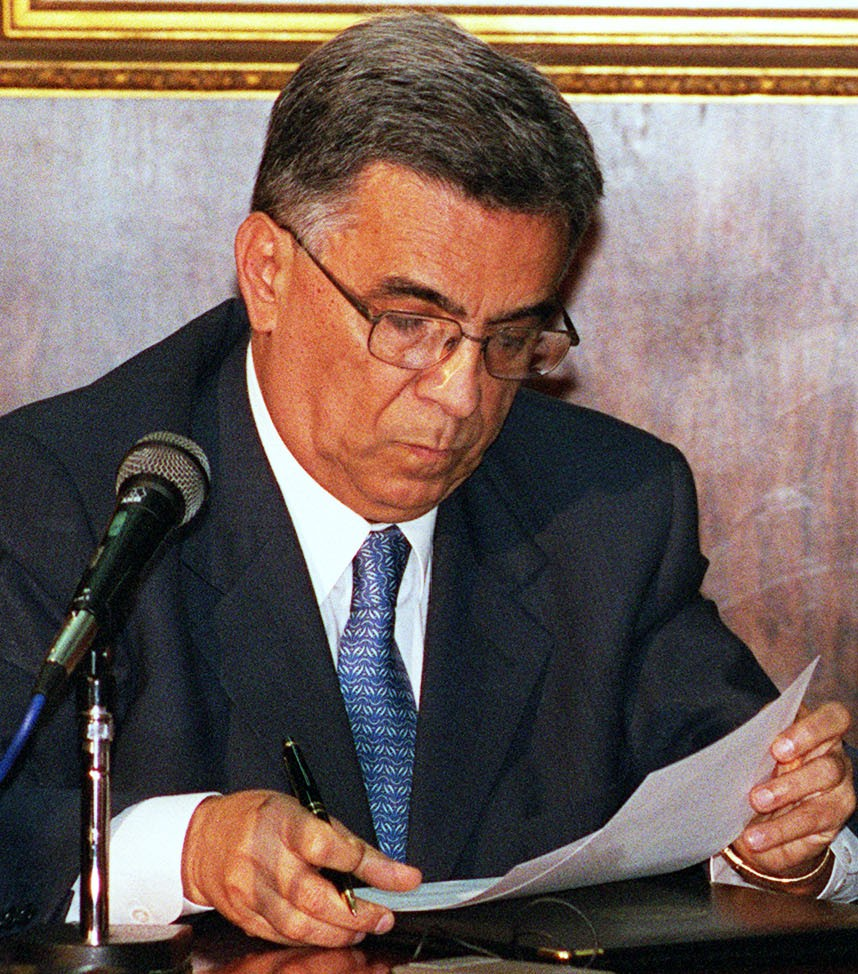

埃尔西奥·阿尔瓦雷斯（葡萄牙語：Élcio Álvares，1932年9月28日—2016年12月9日）是巴西政治家。
圣埃斯皮里图州众议院议员（1970-1975年），圣埃斯皮里图州州长（1975-1979年）， 参议员（1991-1994年，1995-1999年），佛朗哥政府时任發展工業外貿部部长（1994年）。卡多佐政府时任国防部长（1999-2000）。